# ستيوارت كوسغروف
ستيوارت كوسغروف (بالإنجليزية: Stuart Cosgrove)‏ هو صحفي بريطاني، ولد في 12 نوفمبر 1952.